# Euproctis centro-pallida
Euproctis centro-pallida är en fjärilsart som beskrevs av Matsumura 1927. Euproctis centro-pallida ingår i släktet Euproctis och familjen tofsspinnare. Inga underarter finns listade i Catalogue of Life.